# Mihály Csíkszentmihályi

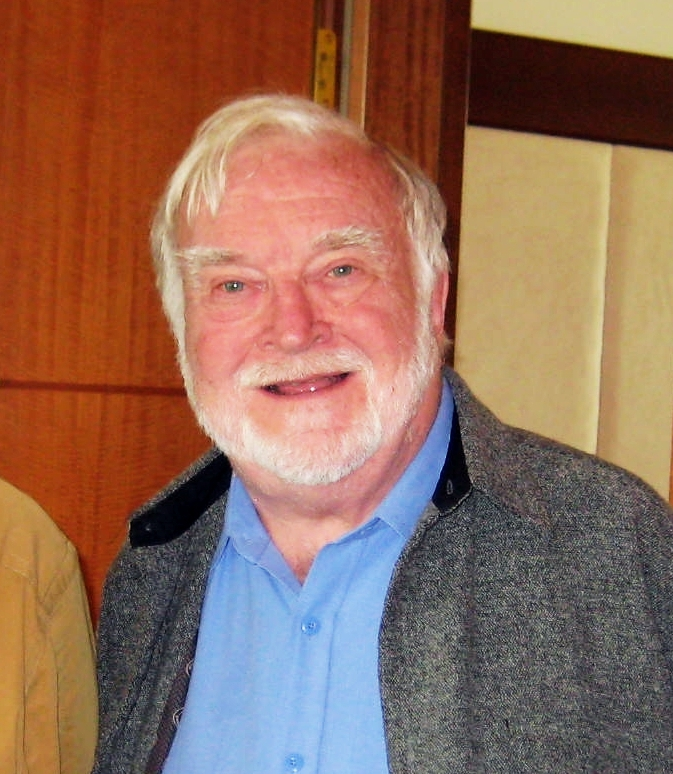
Mihály Csíkszentmihályi (2010)

Mihály Csíkszentmihályi ['mihaːj 'tʃiːksɛntmihaːji] ⓘ (* 29. September 1934 in Fiume; † 20. Oktober 2021 in Claremont) war ein ungarischer Psychologe. Er war Professor für Psychologie an der University of Chicago.

## Biografie
Csíkszentmihályi wurde als Sohn des ungarischen Konsuls im italienischen Fiume – heute Rijeka in Kroatien – geboren. In Rom half er viel im Restaurant der Familie mit. 1958 begann er ein Studium an der Chicago University, das er bis zur Promotion führte. Dort wurde er auch Professor für Psychologie. Ein Interesse galt C. G. Jung. Ab 1999 lehrte er Unternehmensführung an der Claremont Graduate University in Kalifornien, wo er das Quality of Life Research Center gründete.

## Lehre
1975 beschrieb er das Flow-Erleben. Er gilt als der herausragendste Wissenschaftler auf diesem Gebiet, ist jedoch nicht der Erste, der das Konzept entdeckte (vgl. zum Beispiel Kurt Hahn 1908 mit seiner weitgehend synonym zu sehenden „schöpferischen Leidenschaft“, Maria Montessori mit „Polarisation der Aufmerksamkeit“ und Abraham Maslow mit „peak experience“).
Eine hohe Leistung stellt auch das Buch Kreativität (1996) dar, für das er 91 „bahnbrechende“ Menschen im Alter von über 60 Jahren zu einem bilanzierenden Rückblick interviewte, darunter viele Prominente wie Natalie Davis, Nadine Gordimer, Ernst Mayr. Kreative Durchbrüche beruhten demnach stets auf einer arbeitsreichen Expertise im Fach und ein wenig Glück des Tüchtigen. Kreative seien besonders neugierig und motiviert, aber auch oft etwas verschlossen-konzentriert. Unter ihnen waren viele Aufsteiger und Mutter-fixierte Halbwaisen; viele stammten aber auch aus etablierten Familien mit zahlreichen intellektuellen Anregern.

## Preise und Ehrungen
1997 wurde er in die American Academy of Arts and Sciences gewählt. Anlässlich seines 89. Geburtstages im September 2023 wurde er von der Websuchmaschine Google mit einem Doodle geehrt.
- 2009: Clifton Strengths Prize[3]
- 2011: Széchenyi-Preis[4]
- 2014: Ungarischer Verdienstorden
- 2014: CREO-Preis
- 2015: Prima Primissima[5]

## Veröffentlichungen (Auswahl)
- The Art of Seeing. An Interpretation of the Aesthetic Encounter. The Paul Getty Trust, 1990.
- mit Howard Gardner und William Damon: Good work: when excellence and ethics meet. Basic Books, New York 2001, ISBN 0-465-02607-9.

### Veröffentlichungen in deutscher Übersetzung
- Die aussergewöhnliche Erfahrung im Alltag. Klett-Cotta, Stuttgart 1995, ISBN 3-608-91751-9.
- Dem Sinn des Lebens eine Zukunft geben. Klett-Cotta, Stuttgart 2000, ISBN 3-608-91018-2.
- Lebe gut! dtv Taschenbuch, München 2001, ISBN 3-423-08548-7.
- Flow im Beruf. Das Geheimnis des Glücks am Arbeitsplatz. Klett-Cotta, Stuttgart 2004, ISBN 3-608-93532-0.
- Good Work! Für eine neue Ethik im Beruf. Zus. mit Howard Gardner und William Damon. Klett-Cotta, Stuttgart, 2005, ISBN 978-3-608-94070-1.
- Flow. Das Geheimnis des Glücks. Klett-Cotta, Stuttgart 1992; Neuausgabe ebenda 2008, ISBN 978-3-608-94555-3. (englisch 1975)
- Kreativität. Wie Sie das Unmögliche schaffen und Ihre Grenzen überwinden, Klett-Cotta, Stuttgart 2010, ISBN 978-3-608-94656-7. (englisch 1996)